# برسه، ادلب
برسه (به عربی: البرسة) یک روستا در سوریه است که در ناحیه مرکزی معره‌النعمان واقع شده‌است. برسه ۱٬۶۱۴ نفر جمعیت دارد.